# Im Chae-bin
Im Chae-bin (né le 29 octobre 1991) est un coureur cycliste sud-coréen. Spécialisé dans les épreuves de sprint sur piste, il est champion d'Asie de vitesse par équipes en 2014, 2015, 2016 et 2018, du kilomètre en 2014 et 2015, du keirin en 2016, de vitesse individuelle en 2016, et médaillé d'or de la vitesse par équipes aux Jeux asiatiques de 2014.

## Palmarès

### Jeux olympiques
- Rio 2016
  - 9e de la vitesse par équipes
  - 13e du keirin
  - 22e de la vitesse individuelle

### Championnats du monde
- Saint-Quentin-en-Yvelines 2015
  - 8e du kilomètre
  - 10e de la vitesse par équipes
- Londres 2016
  - 9e du keirin
  - 11e de la vitesse par équipes
  - 12e du kilomètre
- Apeldoorn 2018
  - 25e de la vitesse individuelle (éliminé en seizième de finale)[1]

### Coupe du monde
- 2017-2018
  - 3e de la vitesse par équipes à Santiago

### Jeux asiatiques
- Incheon 2014
  -  Médaillé d'or de la vitesse par équipes
- Jakarta 2018
  -  Médaillé de bronze de la vitesse individuelle

### Championnats d'Asie
- Astana 2014
  -  Médaillé d'or de la vitesse par équipes
  -  Médaillé d'or du kilomètre
  -  Médaillé de bronze du keirin
- Nakhon Ratchasima 2015
  -  Médaillé d'or de la vitesse par équipes
  -  Médaillé d'or du kilomètre
- Izu 2016
  -  Médaillé d'or de la vitesse individuelle
  -  Médaillé d'or de la vitesse par équipes
  -  Médaillé d'or du kilomètre
- Nilai 2018
  -  Médaillé d'or de la vitesse par équipes
  -  Médaillé d'argent du keirin
  -  Médaillé de bronze de la vitesse individuelle